# Хазембург
Хазембург (фр. Hazembourg) насеље је и општина у североисточној Француској у региону Лорена, у департману Мозел која припада префектури Саргемен.
По подацима из 2011. године у општини је живело 111 становника, а густина насељености је износила 64,53 становника/km². Општина се простире на површини од 1,72 km². Налази се на средњој надморској висини од 225 метара (максималној 246 m, а минималној 213 m).

## Демографија
| 1962. | 1968. | 1975. | 1982. | 1990. | 1999. | 2011. |
| ----- | ----- | ----- | ----- | ----- | ----- | ----- |
| 130   | 142   | 127   | 124   | 113   | 120   | 111   |

График промене броја становника у току последњих година